# Ben (pesma)
Ben je pesma koju su napisali Don Blek i Volter Šarf za tada tinejdžera Majkla Džeksona. Pesmu je prvobitno napisao Doni Osmond, koji je ponudio Džeksonu da je upotrebi. Pesma, inače sa saundtreka istoimenog filma, nalazila se na prvom mestu u Sjedinjenim Državama nedelju dana, a u Australiji osam nedelja. Singl je kasnije bio na vrhu liste u Velikoj Britaniji.
Ovaj singl je prvi od trinaest Džeksonovih koje je izdao tokom svoje karijere u SAD kao i prvi njegov singl koji se našao na prvom mestu neke liste.
Pesma je osvojila Zlatni globus za najbolju pesmu i bila je nominovana za Oskara.